# Kilomètre zéro (film, 2005)
Pour les articles homonymes, voir Kilomètre zéro.
Pour plus de détails, voir Fiche technique et Distribution.
Kilomètre zéro est un film dramatique franco-irako-finlandais réalisé par Hiner Saleem, sorti en 2005.

## Synopsis
Ako est un Kurde qui vit dans le Kurdistan irakien sous le régime de Saddam Hussein. Il cherche à quitter le pays mais sa femme refuse d'abandonner son père grabataire. Il est enrôlé de force avec deux amis et part combattre au sud du pays dans la guerre Iran-Irak.
Au bout de quelques semaines, il a pour mission de ramener avec un chauffeur de taxi arabe le corps d'un officier mort au combat. Le véhicule sur lequel se trouve le cercueil entouré du drapeau irakien va ainsi faire le trajet inverse. Après maintes péripéties, les deux hommes qui ne peuvent se supporter se séparent en abandonnant le cercueil dans un champ. Ako déserte  et s'enfuit avec sa famille.

## Fiche technique
- Titre original français : Kilomètre zéro
- Titre finnois : Kilometri nolla
- Réalisation : Hiner Saleem
- Distributeur : K-Films Amérique (Québec)
- Dates de sortie :
  - France : 12 mai 2005 (Festival de Cannes 2005) ; 14 septembre 2005 (sortie nationale)
  - Finlande : 23 août 2006 (Espoo Ciné)

## Distribution
- Nazmî Kirik : Ako
- Eyam Ekrem : le conducteur
- Belçim Bilgin : Selma
- Ehmed Qeladizeni : Sami
- Nezar Selami : Adnan